# Hubînîha
Hubînîha (în ucraineană Губиниха) este o așezare de tip urban din raionul Novomoskovsk, regiunea Dnipropetrovsk, Ucraina. În afara localității principale, nu cuprinde și alte sate.

## Demografie
Componența lingvistică a așezării de tip urban Hubînîha
     Ucraineană (91,39%)
     Rusă (7,84%)
     Alte limbi (0,34%)
Conform recensământului din 2001, majoritatea populației așezării de tip urban Hubînîha era vorbitoare de ucraineană (91,39%), existând în minoritate și vorbitori de rusă (7,84%).